# Glandirana emeljanovi
Glandirana emeljanovi е вид земноводно от семейство Водни жаби (Ranidae).

## Разпространение
Видът е разпространен в Китай, Северна Корея и Южна Корея.